# Bev Francis

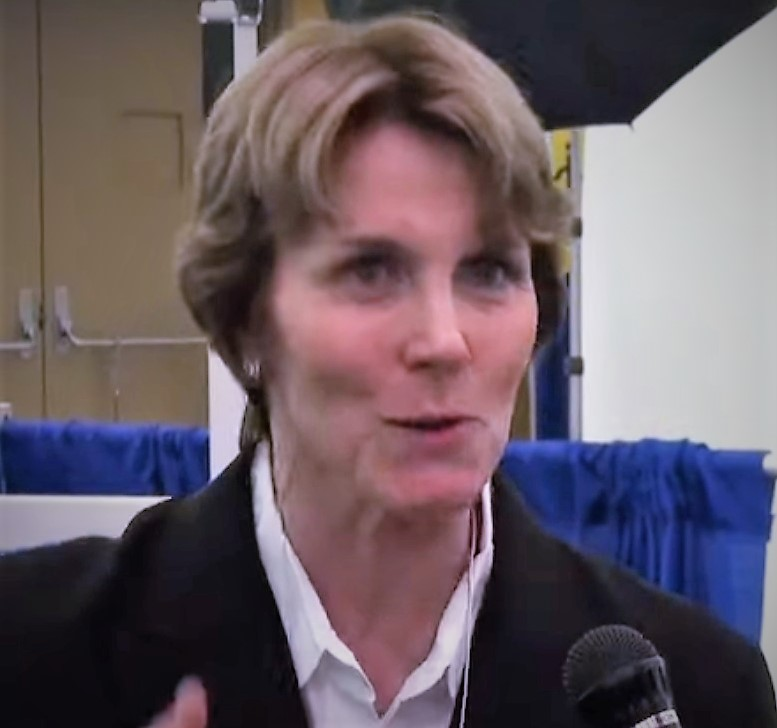
Bev Francis, 2011

Bev Francis (eigentlich Beverley Francis; * 15. Februar 1955 in Geelong) ist eine ehemalige australische Kugelstoßerin.
1978 wurde sie Fünfte bei den Commonwealth Games in Edmonton, 1979 Siebte beim Leichtathletik-Weltcup in Montreal und 1982 Vierte bei den Commonwealth Games in Brisbane.
1982 wurde sie Australische Meisterin. Ihre persönliche Bestleistung von 17,64 m stellte sie am 6. Dezember 1980 in Melbourne auf.
Von 1980 bis 1985 gewann sie sechsmal in Folge die Weltmeisterschaft der International Powerlifting Federation im Kraftdreikampf. Danach betrieb sie professionell Frauenbodybuilding.